# Utcás
Utcás (1899-ig Ulics, szlovákul: Ulič, ukránul: Ulics) község Szlovákiában, az Eperjesi kerület Szinnai járásában.

## Fekvése
Szinnától 30 km-re keletre, az ukrán határ mellett, az Ulicska-patak partján fekszik.

## Története
A falut a vlach jog alapján telepítették a 14. század végén vagy a 15. század elején. 1451-ben említik először, a Drugethek homonnai uradalmához tartozott. 1577-ben 8 portával adózott. 1612-ben vízimalmot említenek a faluban. 1660-ban malma és 15 háztartása volt. 1720-ban egy malom és 16 ház állt itt. A 18. században a Szirmay család birtoka. A falu közepén kastély épült kiterjedt szép parkkal és gazdasági épületekkel. 1787-ben 67 házzal rendelkezett.
A 18. század végén Vályi András így ír róla: „ULICS. Orosz falu Zemplén Várm. földes Ura Szirmay Uraság, lakosai görögkatolikusok, fekszik Alsó-Kolbászóhoz 1, ész. pedig Ulics Krivához 1/2 órányira; határja 2 nyomásbéli, leginkább zabot, középszerűen kevés gabonát, árpát, kölest, tatárkát, és krompélyt terem; hegyes, vőlgyes, egy kis részében térséges, sárga agyagos, és kavicscsal elegyes a’ földgye, erdeje van, legelővel bővelkedik, piatzok Ungváron, és Homonnán van.”
1828-ban 61 háza volt.
Fényes Elek 1851-ben kiadott geográfiai szótárában így ír a faluról: „Ulics, Zemplén vármegyében, orosz falu, Szinna fil., 7 romai, 460 gör. kath., 10 zsidó lak. Görög szentegyház. 666 hold szántóföld. Erdő. F. u. gr. Vandernath. Ut. p. Ungvár.”
A falu fejlődésére serkentőleg hatott az Ulicska-patak völgyében 1908-ban megépített keskeny nyomtávú vasútvonal, mely a környék falvait Nagybereznával és Ungvárral kötötte össze.
Borovszky Samu monográfiasorozatának Zemplén vármegyét tárgyaló része szerint: „Utczás, azelőtt Ulics, ruthén kisközség, körjegyzőségi székhely, Ung vármegye határán. Van 142 háza és 857 gör. kath. vallású lakosa. Postája, távírója és vasúti állomása Nagyberezna. Első földesurául Eödönffy Jánost ismerjük, kit 1424-ben iktatnak az itteni birtokba. Ez időtájt Ulicsa a neve. 1451-ben már a Drugethek az urai s ekkor Hulics néven szerepel. Újabbkori birtokosai a Szirmayak, a mult században pedig a gróf Van Dernáthok. Most herczeg Beaufort Spontin Frigyesnének van itt nagyobb birtoka. Az a régibb úrilak, melyet még a gróf Van Dernáth család építtetett, most a Fischer Frigyes lovagé. 1867-ben nagy árvíz sujtotta a lakosokat. Gör. kath. temploma 1867-ben épült.”
1920 előtt Zemplén vármegye Szinnai járásához tartozott, majd az újonnan létrehozott csehszlovák államhoz csatolták. 1939 és 1944 között újra Magyarország része volt.
A háború után néhány család Királyhelmec környékére költözött. 1947-ben ukrán családok költöztek Szovjetunióba. 1947 július 17-én megindult a buszjárat Szinna irányába. 1954-ben egy kis vizierőmű épült, mely 1959-ig látta el a községet villanyárammal. A településen kisebb téglagyár is működött.

## Népessége
| Év:            | 1994. | 2004.   | 2014.    | 2024.    |
| -------------- | ----- | ------- | -------- | -------- |
| Emberek száma: | 1128  | 1038    | 907      | 808      |
| Eltérés:       |       | -7,97 % | -12,62 % | -10,91 % |

| Év:            | 2023. | 2024.   |
| -------------- | ----- | ------- |
| Emberek száma: | 810   | 808     |
| Eltérés:       |       | -0,24 % |

1910-ben 998, túlnyomórészt ruszin anyanyelvű lakosa volt.
2001-ben 1078 lakosából 765 szlovák, 227 ruszin, 49 cigány, 27 ukrán volt.
2011-ben 932 lakosából 476 szlovák, 294 ruszin, 85 cigány és 21 ukrán volt.

## Nevezetességei
- Szent Miklós tiszteletére szentelt görögkatolikus temploma 1867-ben épült. 1927-ben bővítették.
- Ortodox temploma 1996-ban készült.